# Gérard Eskénazi
Pour les articles homonymes, voir Eskenazi.
Gérard Eskénazi (né le 10 novembre 1931 à Paris) est un banquier français.

## Biographie
Diplômé de HEC, licencié en droit et diplômé d'études supérieures de sciences économiques, il entre chez Paribas en 1957 comme attaché de direction et en devient directeur général de Paribas de 1978. Après la nationalisation de la banque en 1981, il tente, au côté de Pierre Moussa, d'en récupérer le contrôle, grâce au soutien d'Albert Frère et Paul Desmarais, et de la holding Pargesa. Après avoir échoué, il est évincé de Paribas et prend la direction de Pargesa.
Vice-président administrateur délégué du groupe Bruxelles Lambert en 1982, il devient président-directeur général de Parfinance en 1986.
Il est créé la holding Comipar en 1991, dont il assure la présidence. Il est président de Pallas-Stern de 1993 à 1995.